# Isabella Gonzaga di Bozzolo
Isabella Gonzaga di Bozzolo (11 febbraio 1521 – 1583) è stata una nobildonna italiana.

## Biografia
Era figlia di Pirro Gonzaga, conte di Rodigo, signore di Bozzolo e di San Martino, della linea cadetta dei Gonzaga di Sabbioneta e Bozzolo, e di Camilla Bentivoglio, figlia di Annibale II Bentivoglio, signore di Bologna.
Fu trasferita assieme alla sorella Lucrezia a Castel Goffredo presso la corte dello zio, il marchese Aloisio Gonzaga. Qui era ospitato anche il poeta Matteo Bandello, che la citò in una sua Novella.

## Discendenza
Isabella sposò Rodolfo Gonzaga, conte di Poviglio ed ebbero numerosi figli, tra cui:
- Luigi (1538-1570), successore del padre; visse a lungo alla corte di Alfonso II d'Este. Morì assassinato a Ferrara;
- Fabrizio;
- Orazio;
- Settimio;
- Antonia (?-1572), sposò Roberto Sanvitali;
- Ginevra.

## Ascendenza
|                         |                         |                        | Genitori                       |  |  | Nonni |  |  | Bisnonni            |  |  | Trisnonni             |  |
|                         |                         |                        |                                |  |  |       |  |  | Ludovico II Gonzaga |  |  | Gianfrancesco Gonzaga |  |
|                         |                         |                        |                                |  |  |       |  |  | Ludovico II Gonzaga |  |  | Gianfrancesco Gonzaga |  |
|                         |                         | Paola Malatesta        |                                |  |  |       |  |  | Ludovico II Gonzaga |  |  |                       |  |
| Gianfrancesco Gonzaga   |                         |                        |                                |  |  |       |  |  | Ludovico II Gonzaga |  |  |                       |  |
|                         |                         | Barbara di Brandeburgo | Giovanni l'Alchimista          |  |  |       |  |  |                     |  |  |                       |  |
|                         |                         | Barbara di Brandeburgo | Giovanni l'Alchimista          |  |  |       |  |  |                     |  |  |                       |  |
|                         |                         | Barbara di Brandeburgo | Barbara di Sassonia-Wittenberg |  |  |       |  |  |                     |  |  |                       |  |
| Pirro Gonzaga           |                         | Barbara di Brandeburgo |                                |  |  |       |  |  |                     |  |  |                       |  |
|                         |                         | Pirro del Balzo        | Francesco II del Balzo         |  |  |       |  |  |                     |  |  |                       |  |
|                         |                         | Pirro del Balzo        | Francesco II del Balzo         |  |  |       |  |  |                     |  |  |                       |  |
|                         |                         | Pirro del Balzo        | Sancia di Chiaromonte          |  |  |       |  |  |                     |  |  |                       |  |
| Antonia del Balzo       |                         | Pirro del Balzo        |                                |  |  |       |  |  |                     |  |  |                       |  |
|                         |                         | Maria Donata Orsini    | Gabriele Orsini del Balzo      |  |  |       |  |  |                     |  |  |                       |  |
|                         |                         | Maria Donata Orsini    | Gabriele Orsini del Balzo      |  |  |       |  |  |                     |  |  |                       |  |
|                         |                         | Maria Donata Orsini    | Giovannetta Caracciolo         |  |  |       |  |  |                     |  |  |                       |  |
| Isabella Gonzaga        |                         | Maria Donata Orsini    |                                |  |  |       |  |  |                     |  |  |                       |  |
|                         | Giovanni II Bentivoglio | Annibale I Bentivoglio |                                |  |  |       |  |  |                     |  |  |                       |  |
|                         | Giovanni II Bentivoglio | Annibale I Bentivoglio |                                |  |  |       |  |  |                     |  |  |                       |  |
|                         | Giovanni II Bentivoglio | Donnina Visconti       |                                |  |  |       |  |  |                     |  |  |                       |  |
| Annibale II Bentivoglio | Giovanni II Bentivoglio |                        |                                |  |  |       |  |  |                     |  |  |                       |  |
|                         |                         | Ginevra Sforza         | Alessandro Sforza              |  |  |       |  |  |                     |  |  |                       |  |
|                         |                         | Ginevra Sforza         | Alessandro Sforza              |  |  |       |  |  |                     |  |  |                       |  |
|                         |                         | Ginevra Sforza         | ...                            |  |  |       |  |  |                     |  |  |                       |  |
| Camilla Bentivoglio     |                         | Ginevra Sforza         |                                |  |  |       |  |  |                     |  |  |                       |  |
|                         |                         | Ercole I d'Este        | Niccolò III d'Este             |  |  |       |  |  |                     |  |  |                       |  |
|                         |                         | Ercole I d'Este        | Niccolò III d'Este             |  |  |       |  |  |                     |  |  |                       |  |
|                         |                         | Ercole I d'Este        | Ricciarda di Saluzzo           |  |  |       |  |  |                     |  |  |                       |  |
| Lucrezia d'Este         |                         | Ercole I d'Este        |                                |  |  |       |  |  |                     |  |  |                       |  |
|                         |                         | Ludovica Condolmieri   | ...                            |  |  |       |  |  |                     |  |  |                       |  |
|                         |                         | Ludovica Condolmieri   | ...                            |  |  |       |  |  |                     |  |  |                       |  |
|                         |                         | Ludovica Condolmieri   | ...                            |  |  |       |  |  |                     |  |  |                       |  |
|                         |                         | Ludovica Condolmieri   |                                |  |  |       |  |  |                     |  |  |                       |  |

## Omaggi poetici e letterari
Il poeta Matteo Bandello ha dedicato a Isabella Gonzaga la Novella LVII della Prima parte (1554).